# Tutuș I
Abu Sa'id Taj ad-Dawla Tutuș I (în turcă Tutuș I., în arabă أبو سعيد تاج الدولة تتش السلجوقي; d. 1095) a fost emirul selgiuc de Damasc, între anii 1078 și 1092, și 1092 și 1094.
În 1078, fratele său Malik Șah I l-a trimis la Damasc pentru al ajuta pe Atsiz ibn Uvak al-Hwarazmi, care era asediat. După ce asediul sa încheiat, Tutuș la executat pe Atsiz și sa instalat în Damasc. 
În timpul domniei, Tutuș a terminat construcția Cetății Damascului⁠(en)[traduceți], un proiect început sub conducerea lui Atsiz. În 1092 a preluat controlul Siriei, după moartea fratelui său, Malik Șah, numindu-se sultan. Tutuș împreună cu generalul său, Kakuid Ali ibn Faramurz, au fost înfrânți în curând într-o bătălie cu Sultanul Barkiaruk⁠(en)[traduceți] lângă Ray în 1095, unde au fost uciși el și Ali. Tutuș a fost decapitat și ulterior, capul lui a fost expus la Bagdad.
După moartea acestuia, fiul mai mic al lui, Duqaq a moștenit Damascul, în timp ce Radwan a primit Alepul, împărțind tărâmurile tatălui lor. Fiul său mai mic, Irtash, a fost pentru scurt timp a fost conducătorul Damascului în 1104. 